# マンガノベル
マンガノベル（Manganovel）は、アルファクレアティオ社が行っていたデジタルコミックコンテンツの配信サービスである。2007年6月15日に日本の漫画やフラッシュアニメを有料（一部無料）配信するサービスを開始。しかし、2009年2月27日にサービスを終了した。
配信されていた作品は多言語に翻訳されており、世界中の人々が読むことが出来た。また配信した漫画作品に対して、ユーザが翻訳をして配信を行うユーザ翻訳というサービスも提供していた。ちなみにこれらのサービスを受けるには、無料の会員登録と独自のビューワをダウンロードする必要があった。

## 出版社提供作品

### 少年画報社
- MF動物病院日誌（たらさわみち）
- おかみの星（吉野ケイイチ）
- 銀輪（旭凛太郎）

他

### メディアファクトリー
- トランジスタにヴィーナス（竹本泉）

## オリジナル作品
これらの作品は配信開始後、一定期間無料で配信された。また、一部作品は携帯コミックでも配信されていたり、他社の漫画雑誌に掲載されていたものもあった。
- パラノ（いずみべる）
- パステルポスト（REI）
- 空のエトラ（森野あるじ）
- 魔女の妹（森野あるじ）
- プラトニックスーパーノヴァ（Tiv）
- ピカットくん（うおりゃー大橋）
- まめまめねこねこ（ひごみお）
- オクトン&カニラ（ヤマグチアキラ）
- boon boon angel（coyoco）
- そらとわたし（コズエ）
- 天狗忍風伝シノヴ（大星由良）

他

## マスコットキャラクター
マノベちゃんというキャラクターが存在しており、サイト内の案内役などをしている。17歳で母親が日本人、父親がアメリカ人という設定である。
キャラクターデザインはいずみべる。

## 翻訳されていた言語
英語、中国語、韓国語、ドイツ語、フランス語、イタリア語、スペイン語、ポルトガル語、オランダ語、ノルウェー語、フィンランド語、ポーランド語、チェコ・スロバキア語、スロベニア語、ロシア語、タイ語、ベトナム語、インドネシア語、マレー語、フィリピン語、アラビア語、ヘブライ語、エスペラント語、など。